# Alex Flávio Santos Luz
Alex Flávio Santos Luz, genannt Alex Flávio, (* 21. Januar 1993 in Salvador) ist ein brasilianischer Fußballspieler.

## Karriere
Seine Profikarriere bei EC Cruzeiro startete Alex Flávio 2014 als Reservespieler. Bei Spielen in der Staatsmeisterschaft von Minas Gerais und der brasilianischen Meisterschaft saß er wiederholt auf Auswechselbank, kam aber zu keinen Einsätzen. 2016 wurde für die Spiele in der Staatsmeisterschaft an den Mirassol FC ausgeliehen, auch nach seiner Rückkehr fand er unter dem neuen Trainer Mano Menezes keine Berücksichtigung.
2018 wechselte er zunächst zum Barretos EC. Mit diesem trat er in der dritten Liga der Staatsmeisterschaft von São Paulo an. Nach Abschluss des Wettbewerbes ging er im Mai 2018 zum AD São Caetano. Mit diesem trat Alex Flávio in der Saison noch im Staatspokal von São Paulo an. In dem Wettbewerb erzielte er in 13 Spielen zwei Tore. Anfang 2019 startete er mit dem CA Penapolense in der zweiten Liga der Staatsmeisterschaft von São Paulo. Im August des Jahres ging Alex Flávio nach Belarus zu FC Energetik-BGU Minsk. Mit dem Klub sollte er in der Wyschejschaja Liha antreten. Sein erstes Spiel in der Liga bestritt er am 11. August 2019, dem 17. Spieltag der Saison 2019. Im Auswärtsspiel gegen BATE Baryssau wurde er in der 33. Minute eingewechselt.
Anfang 2020 kehrte Alex Flávio nach Brasilien zurück. Hier unterzeichnete er einen Kontrakt bei Portuguesa. Hier bestritt er nur ein Spiel in der Staatsmeisterschaft von São Paulo. Im Januar 2021 ging Alex Flávio zum CA Linense. Nach Austragung der Staatsmeisterschaft verließ Alex Flávio den Klub wieder. Zur Austragung der Série D 2021 erhielt er einen Vertrag beim Penarol AC. Neunmal stand er in der vierten Liga für Penarol auf dem Spielfeld. Im Februar 2022 ging er wieder nach Asien, wo er in Vietnam einen Vertrag beim Erstligisten Sài Gòn FC unterschrieb. Nach einem Monat und einem Erstligaspiel wurde sein Vertrag wieder aufgelöst. Von März 2022 bis Ende August 2022 war er vertrags- und vereinslos. Ende August 2022 verpflichtete ihn der thailändische Drittligist Chanthaburi FC. Mit dem Verein aus Chanthaburi spielt er 21-mal in der Eastern Region der Liga. Am Ende der Saison 2022/23 wurde er mit Chanthaburi Vizemeister der Region und qualifizierte sich somit für die Aufstiegsspiele zur zweiten Liga. Hier belegte man den zweiten Platz und stieg somit in die zweite Liga auf. Nach dem Aufstieg verließ er den Verein und schloss sich dem ebenfalls in die zweite Liga aufgestiegenen Pattaya United FC an. Für den Verein aus dem Seebad Pattaya bestritt er 25 Ligaspiele. Nach einer Spielzeit wechselte er im Juli 2024 zum Ligakonkurrenten Lampang FC. Für den Verein aus Lampang bestritt er 26 Ligaspiele. Herbei erzielte er vier Tore. Nach einer Spielzeit wechselt er im Juli 2025 zum Zweitligaaufsteiger Songkhla FC.

## Erfolge
Cruzeiro
- Staatsmeisterschaft von Minas Gerais: 2014
- Campeonato Brasileiro: 2014

Linense
- Staatsmeisterschaft von São Paulo – Série A3: 2021